# Ernst von Leipziger

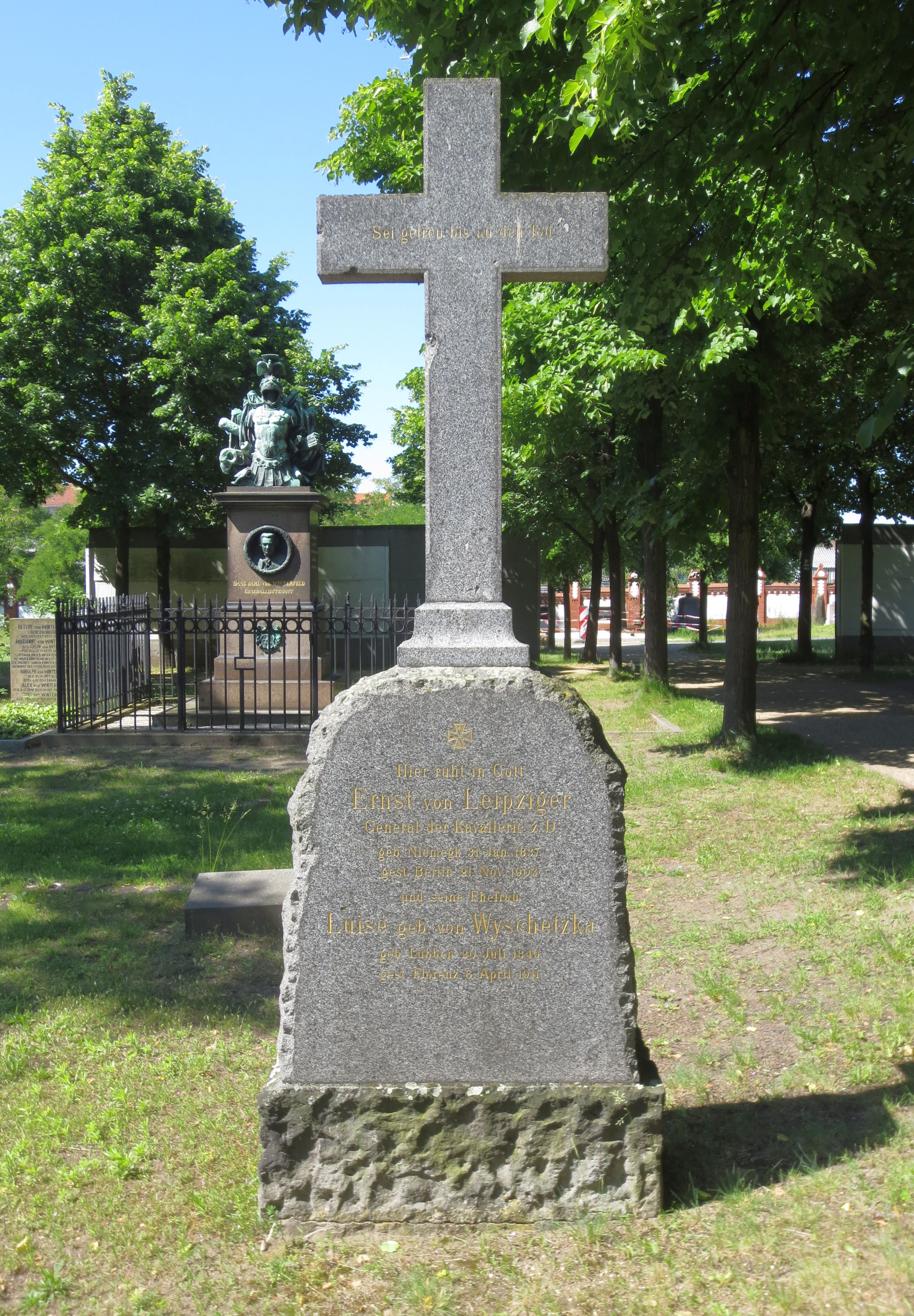
Grab von Leipziger und Frau

Wilhelm Ernst von Leipziger (* 31. Januar 1837 in Niemegk; † 21. November 1903 in Berlin) war ein preußischer General der Kavallerie und Gouverneur von Köln.

## Leben

### Herkunft
Er stammte aus dem sächsischen Adelsgeschlecht Leipzig. Ernst war ein Sohn des preußischen Regierungsrates Moritz von Leipziger (1795–1865) und dessen Ehefrau Thekla, geborene von Selmnitz (1801–1857). Sein Bruder Adolf Hilmar (1825–1891) wurde Oberpräsidenten des Regierungsbezirks Westpreußen und seine Schwester Thekla (1831–1910) war mit dem General der Kavallerie Hermann von Guretzky-Cornitz (1828–1892) verheiratet.

### Militärkarriere
Leipziger besuchte das Domgymnasium Naumburg und die Landesschule Pforta. Nach seinem Abschluss trat er am 22. September 1855 als Avantageur in das 3. Ulanen-Regiment (Kaiser von Rußland) der Preußischen Armee ein. Er avancierte Anfang September 1857 zum Sekondeleutnant und diente von 1859 bis 1865 als Regimentsadjutant. Mitte Februar 1866 stieg er zum Premierleutnant auf und nahm während des folgenden Krieges gegen Österreich als Führer der 3. Eskadron an den Schlachten bei Gitschin und Königgrätz teil. Nach dem Krieg wurde Leipziger mit der Führung der 5. Eskadron beauftragt und Anfang April 1867 unter Beförderung zum Rittmeister zum Chef dieser Eskadron ernannt. Während des Krieges gegen Frankreich erwarb er das Eiserne Kreuz II. Klasse.
Nach dem Friedensschluss nahm Leipziger 1873 an der Generalstabsreise beim III. Armee-Korps teil und wurde am 12. Dezember 1874 als Hauptmann in den Großen Generalstab versetzt. Anfang Januar 1875 erfolgte seine Beförderung zum Major und ein Jahr später seine Versetzung in den Generalstab der Kavallerie-Division des XV. Armee-Korps. 1876 und 1877 nahm Leipziger an der Generalstabsreise des Korps teil. Mitte März 1880 wurde er in den Großen Generalstab rückversetzt und am 4. August 1881 zur Dienstleistung beim 2. Hessischen Husaren-Regiment Nr. 14 zur Vertretung des beurlaubten Regimentskommandeurs kommandiert. Nachdem man ihn zum Oberstleutnant befördert hatte, wurde Leipziger am 11. Oktober 1881 zunächst mit der Führung des Regiments beauftragt und am 14. März 1882 zum Kommandeur des Verbandes ernannt. In dieser Eigenschaft stieg er Mitte April 1886 zum Oberst auf, wurde am 15. November 1887 unter Stellung à la suite seines Regiments nach Württemberg kommandiert und zum Kommandeur der 27. Kavallerie-Brigade (2. Königlich Württembergische) ernannt. Unter Belassung à la suite war Leipziger vom 16. August 1888 bis zum 15. Juni 1891 Kommandeur der 8. Kavallerie-Brigade in Erfurt und wurde anschließend als Generalmajor mit der Führung der 9. Division in Glogau beauftragt. Mit der Beförderung zum Generalleutnant wurde Leipziger am 17. November 1891 zum Kommandeur dieses Großverbandes ernannt. Daran schloss sich am 18. April 1893 eine Verwendung als Gouverneur von Köln an und in dieser Stellung erhielt er am 1. September 1896 den Charakter als General der Kavallerie. In Genehmigung seines Abschiedsgesuches wurde Leipziger am 28. April 1897 unter Verleihung des Roten Adlerordens I. Klasse mit Eichenlaub und mit der gesetzlichen Pension zur Disposition gestellt.
Nach seinem Tod am 21. November 1903 wurde er auf dem Invalidenfriedhof beigesetzt. Das Grab ist erhalten.

### Familie
Leipziger heiratete am 12. April 1869 in Dresden Luise von Wyschetzka (1849–1911). Das Paar hatte mehrere Kinder:
- Hilmar (* 1872)
- Wanda (1875–1949)

⚭ 1894 Hermann von Roennebeck (1869–1898), preußischer Oberleutnant
⚭ 1902 Detlef von Köller (1866–1931), Landrat